# پیرو گیراردی
پیرو گیراردی (انگلیسی: Piero Gherardi؛ ۲۰ نوامبر ۱۹۰۹ – ۸ ژوئن ۱۹۷۱) یک معمار، و طراح صحنه و لباس اهل ایتالیا بود.